# Pseudolebinthus
Pseudolebinthus is een geslacht van rechtvleugeligen uit de familie krekels (Gryllidae). De wetenschappelijke naam van dit geslacht is voor het eerst geldig gepubliceerd in 2006 door Robillard.

## Soorten
Het geslacht Pseudolebinthus omvat de volgende soorten:
- Pseudolebinthus africanus Robillard, 2006
- Pseudolebinthus whellani Robillard, 2006